# Anisodes recusataria
Anisodes recusataria là một loài bướm đêm trong họ Geometridae.